# Thripomorpha cooki
Thripomorpha cooki is een muggensoort uit de familie van de Scatopsidae. De wetenschappelijke naam van de soort is voor het eerst geldig gepubliceerd in 1970 door Hutson.